# ناهد السباعی
ناهد السباعی (انگلیسی: Nahed El Sebai؛ زادهٔ ۲۵ مهٔ ۱۹۸۷) هنرپیشه اهل مصر است.
از فیلم‌ها یا برنامه‌های تلویزیونی که وی در آن نقش داشته‌است می‌توان به ۶۷۸، پس از نبرد اشاره کرد.